# Enrique Teuche
Enrique Abraham Teuche Solar, manchmal auch Enrique Teutsch, (* 16. März 1894; † 11. September 1981) war ein chilenischer Fußballspieler und -trainer. Der Mittelfeldspieler absolvierte fünf Länderspiele für sein Heimatland. 

## Karriere

### Verein
Enrique Teuche spielte von 1915 bis 1923 für den CD Magallanes aus der Hauptstadt Santiago.

### Nationalmannschaft
Enrique Teuche wurde für die Nationalmannschaft Chiles für den ersten Campeonato Sudamericano 1916 nominiert und kam dort in allen drei Spielen zum Einsatz. Chile wurde beim Turnier mit einem Punkt Letzter. Noch im gleichen Monat nach dem Turnier absolvierte der Mittelfeldspieler zwei Freundschaftsspiele für Chile. Insgesamt bestritt der Akteur von Magallanes fünf Länderspiele für La Roja. Daneben spielte Teuche noch in zwei inoffiziellen Länderspielen.

### Trainer
Teuche war nach seiner aktiven Karriere als Trainer tätig. Bei der Weltmeisterschaft 1930 unterstützte er Trainer György Orth bei der chilenischen Nationalmannschaft. 1933 trainierte Teuche Maestranza Central. Danach wechselte der frühere Nationalspieler in die neu geschaffene Primera División als Trainer von Unión Española. 1937 ging er als erster Trainer von Universidad Católica in die Geschichte des Klubs ein.